# Anolis laeviventris
Espèce
Synonymes
- Dactyloa laeviventris Wiegmann, 1834
- Norops laeviventris (Wiegmann, 1834)
- Anolis wiegmanni Fitzinger, 1843
- Anolis nannodes Cope, 1864
- Anolis bourgeaei Bocourt, 1873
- Anolis ustus veraepacis Barbour, 1932
- Anolis cortezi Stuart, 1942
- Anolis stuarti Smith, 1950

Anolis laeviventris est une espèce de sauriens de la famille des Dactyloidae.

## Répartition
Cette espèce se rencontre en Hidalgo, au Puebla, au Veracruz, au Chiapas et au Tabasco au Mexique, au Guatemala, au Honduras, au Nicaragua, au Costa Rica et au Panama.

## Publication originale
- Wiegmann, 1834 : Herpetologia mexicana, seu Descriptio amphibiorum Novae Hispaniae quae itineribus comitis De Sack, Ferdinandi Deppe et Chr. Guil. Schiede in Museum zoologicum Berolinense pervenerunt. Pars prima saurorum species amplectens, adjecto systematis saurorum prodromo, additisque multis in hunc amphibiorum ordinem observationibus. Lüderitz, Berlin, p. 1-54 (texte intégral).